# Evenzio, Alessandro e Teodulo
I santi Evenzio, Alessandro e Teodulo sono un gruppo tre martiri cristiani anticamente venerati in un santuario al VII miglio della via Nomentana.
Il loro elogio si legge nel Martirologio romano al 3 maggio.

## Storia
La prima attestazione dell'esistenza del culto dei tre martiri è contenuta nel Martirologio Geronimiano, che registra la commemorazione del dies natalis dei tre santi al 3 maggio con l'indicazione topografica del VII miglio della via Nomentana.
Nel corso di scavi condotti nel 1854 furono trovati i resti di un santuario dedicato alla loro memoria eretto nel V secolo dal vescovo Urso sulla loro sepoltura, in una località identificata con l'antica Ficulea: la basilica era sorta su una catacomba, risalente agli anni tra la fine del III e gli inizi del IV secolo, all'interno della quale fu rinvenuto il sepolcro dei mariri Evenzio e Alessandro e, in un ambiente comunicante ma a parte, quello di Teodulo. Urso è da identificare con il vescovo di Nomento citato in una lettera di papa Innocenzo I.
La basilica del vescovo Urso iniziò a decadere dopo l'VIII secolo, probabilmente a causa della traslazione delle reliquie dei martiri in Santa Prassede a Roma voluta da papa Pasquale I; un'ulteriore traslazione in Santa Sabina risale al pontificato di papa Eugenio II. Reliquie dei martiri sarebbero presenti in Germania e nella chiesa di San Lorenzo in Lucina.
Una antica tradizione, ripresa anche dal Liber pontificalis e già citata nell'Itinerario di Guglielmo di Malmesbury, identifica il martire Alessandro con papa Alessandro I, ma essa non trova tuttavia riscontro né nel latercolo del Martirologio Geronimiano, né nell'iscrizione del V secolo posta sull'altare costruito sulla sua tomba, che non associa nessuna qualifica al nome di Alessandro.

## Lapassio
Secondo una passio tarda (risalente al VI o VII secolo) e leggendaria (una composizione artificiale e priva di valore storico, in cui sono raggruppati santi diversi legati insieme solo dalla fantasia dell'autore), sotto Traiano papa Alessandro convertì al cristianesimo gran parte del senato e il prefetto Ermete; l'imperatore, che si trovava in Oriente, spedì a Roma il comes Aureliano che lo arrestò e lo affidò al tribuno Quirino.
In carcere Alessandro trovò i presbiteri Evenzio e Teodulo: grazie ai loro miracoli, i tre convertirono il tribuno Quirino e sua figlia Balbina; quindi Aureliano intervenne facendo decapitare Ermete e Quirino e, dopo molti supplizi (Alessandro ed Evenzio furono gettati in una fornace in cui entrò anche Teodulo, ma tutti ne uscirono illesi), fece tagliare la testa anche ai tre.
Sempre secondo la passio, la moglie di Aureliano seppellì i martiri in un suo terreno al VII miglio della via Nomentana e si adoperò presso il nuovo pontefice affinché vi fosse istituita una sede vescovile per onorare la memoria dei santi.